# Mels
Pour l’article homonyme, voir Mels (homonymie).
Mels est une commune suisse du canton de Saint-Gall, située dans la circonscription électorale de Sarganserland.

Photo aérienne (1968)